# French Open 2016 (turniej legend powyżej 45 lat)
French Open 2016 – turniej legend powyżej 45 lat – zawody deblowe legend powyżej 45 lat, rozgrywane w ramach drugiego w sezonie wielkoszlemowego turnieju tenisowego, French Open. Zmagania miały miejsce pomiędzy 1–5 czerwca na ceglanych kortach Stade Roland Garros w 16. dzielnicy francuskiego Paryża.

## Drabinka

#### Klucz
- w/o – walkower
- k – krecz
- d – dyskwalifikacja
- Q – kwalifikant
- WC – dzika karta
- LL – szczęśliwy przegrany
- Alt – zawodnik zastępczy
- PR – ochrona rankingu
- SE – specjalna przepustka
- ITF – ranking ITF
- JE – ranking juniorski

### Faza finałowa
|  |       |                                 |   |    |  |
|  | Finał |                                 |   |    |  |
|  |       |                                 |   |    |  |
|  |       |                                 |   |    |  |
|  |       |                                 |   |    |  |
|  |       | Sergi Bruguera Goran Ivanišević | 6 | 7  |  |
|  |       | Sergi Bruguera Goran Ivanišević | 6 | 7  |  |
|  |       | Yannick Noah Cédric Pioline     | 3 | 62 |  |
|  |       | Yannick Noah Cédric Pioline     | 3 | 62 |  |
|  |       |                                 |   |    |  |

### Faza początkowa

#### Grupa C
|    |                                 | Arnaud Boetsch Henri Leconte | Pat Cash John McEnroe      | Sergi Bruguera Goran Ivanišević | Mecze W–L | Sety W–L | Gemy W–L | Miejsce |
| C1 | Arnaud Boetsch Henri Leconte    |                              | 4:6, 2:6 (1 czerwca)       | 3:6, 3:6 (2 czerwca)            | 0–2       | 0–4      | 12–24    | 3.      |
| C2 | Pat Cash John McEnroe           | 6:4, 6:2 (1 czerwca)         |                            | 1:6, 6:3, 5–10 (3 czerwca)      | 1–1       | 3–2      | 19–16    | 2.      |
| C3 | Sergi Bruguera Goran Ivanišević | 6:3, 6:3 (2 czerwca)         | 6:1, 3:6, 10–5 (3 czerwca) |                                 | 2–0       | 4–1      | 22–13    | 1.      |

#### Grupa D
|    |                                 | Yannick Noah Cédric Pioline   | Mikael Pernfors Mats Wilander | Mansur Bahrami Richard Krajicek | Mecze W–L | Sety W–L | Gemy W–L | Miejsce |
| D1 | Yannick Noah Cédric Pioline     |                               | 6:4, 6:4 (2 czerwca)          | 7:6(5), 2:6, 10–8 (4 czerwca)   | 2–0       | 4–1      | 22–20    | 1.      |
| D2 | Mikael Pernfors Mats Wilander   | 4:6, 4:6 (2 czerwca)          |                               | 6:7(2), 4:6 (1 czerwca)         | 0–2       | 0–4      | 18–25    | 3.      |
| D3 | Mansur Bahrami Richard Krajicek | 6:7(5), 6:2, 8–10 (4 czerwca) | 7:6(2), 6:4 (1 czerwca)       |                                 | 1–1       | 3–2      | 25–20    | 2.      |